# ماریانه همسکرک
ماریانه همسکرک (هلندی: Marianne Heemskerk؛ زادهٔ ۲۸ اوت ۱۹۴۴) شناگر اهل هلند بود.